# Linee temporanee
Le linee temporanee o linee di prateria, note anche con l'espressione inglese ley line, sono presunti allineamenti di punti geografici aventi interesse spirituale, ad esempio locazioni di siti religiosi, megaliti, elementi naturali prominenti del paesaggio come valli e rilievi, siti archeologici, e simili. In ambito pseudoscientifico e new age esiste la convinzione che tali allineamenti non siano casuali, ma collegabili a ipotetici poteri soprannaturali.
Tale teoria fa leva sull'ingiustificata convinzione che un allineamento sufficientemente accurato di tre o più punti disposti casualmente sia altamente improbabile. Al contrario, dato un certo numero di punti disposti su una superficie secondo una distribuzione casuale uniforme, il valore atteso del numero di allineamenti casuali sufficientemente precisi tra punti cresce in maniera molto rapida con l'aumentare del numero di punti considerati.

## Storia
L'espressione ley line venne coniata nel 1921 dall'archeologo dilettante Alfred Watkins, riferendosi a presunti allineamenti da lui stesso "scoperti" di numerosi luoghi di interesse geografico e storico, come monumenti antichi e megaliti, creste naturali e attraversamenti fluviali. Nei suoi libri Early British Trackways e The Old Straight Track, Watkins cercò di identificare tracce di antichi percorsi nel paesaggio britannico, sviluppando in seguito alcune teorie personali secondo cui questi allineamenti sarebbero stati creati ai tempi del neolitico per facilitare gli spostamenti terrestri utilizzando un orientamento a vista e poi tali punti allineati erano rimasti nel paesaggio per millenni.
Nel 1969 lo scrittore John Michell riprese il termine "ley lines" nel suo libro The View Over Atlantis, associandolo a presunte teorie spirituali e mistiche sugli allineamenti delle forme della terra, attingendo al concetto cinese di feng shui. Michell riteneva che esistesse una rete mistica di linee temporanee in tutta la Gran Bretagna e tale teoria venne attivamente promossa dalla rivista The Ley Hunter edita da Paul Screeton, biografo di John Michell.
Il concetto espresso dal libro di Michell venne poi spiritualizzato e adottato anche da altri autori, e venne utilizzato per individuare altri presunti percorsi allineati sparsi in molti luoghi del mondo.

## Critiche
La teoria di Watkins incontrò da subito lo scetticismo di scienziati ed archeologi, tra cui Osbert Guy Stanhope Crawford, che rifiutò la pubblicità per il libro The Old Straight Track nella rivista scientifica Antiquity. Dal 1989, le confutazioni delle teorie di Watkins si sono generalmente basate sui metodi matematici, statistici e l'analisi delle forme.
Una critica alla teoria delle linee di Watkins afferma che, data l'alta densità di siti storici e preistorici presenti in Gran Bretagna e in altre parti d'Europa, il trovare linee rette che "collegano" i siti è un fatto banale e riconducibile alla coincidenza. Un'analisi statistica sulle linee temporanee ha concluso che: "La densità di siti archeologici nel paesaggio britannico è così grande che una linea tracciata a caso in qualunque posto ovviamente incontra un certo numero di siti".
Uno studio del matematico inglese David George Kendall ha utilizzato le tecniche digitali dell'analisi delle forme per esaminare i triangoli formati dalle pietre posizionate verticalmente per dedurre se queste fossero disposte in linee rette. La forma di un triangolo può essere rappresentata come punto sulla sfera, e la distribuzione di tutte le forme può essere considerata come una distribuzione sulla sfera. La distribuzione del campione ricavato dalle pietre stazionarie è stata confrontata con la distribuzione teorica per dimostrare che la presenza di linee rette non era superiore alla media.
L'archeologo Richard Atkinson ha raccolto le posizioni delle cabine telefoniche del Regno Unito e provato l'esistenza di una "linea delle cabine telefoniche": tale esperimento ha dimostrato che la mera esistenza di tali linee poste su una serie casuale di punti non dimostrava che si trattasse di artefatti intenzionali, tanto più che è noto che le cabine telefoniche non erano disposte secondo un ordine o con alcuna intenzione del genere.

## Inclusione nelle teorie new age
Nel 1969 l'autore britannico John Michell, che in precedenza aveva già scritto diversi libri sul tema degli UFO, pubblicò l'opera The View Over Atlantis, in cui riprese le teorie delle linee di Watkins, ricollegandole al concetto cinese di feng shui. Il libro si rivelò un successo popolare, venendo ristampato più volte nel Regno Unito e negli Stati Uniti fino al 1973.
La mescolanza dell'archeologia amatoriale di Watkins con i concetti spirituali cinesi delle forme della terra portò a molte nuove teorie sugli allineamenti dei monumenti e sulle caratteristiche del paesaggio naturale. Gli autori si avvalsero della terminologia di Watkins per spiegare i concetti relativi alle credenze radiestesiche e new Age, comprese le teorie che le linee temporanee abbiano poteri spirituali oppure risuonino di una speciale energia psichica o mistico-esoterica. L'attribuzione di tali caratteristiche alle linee temporanee ha quindi portato a classificare il termine come pseudoscienza. Gli occultisti della new age affermano che le linee temporanee sono fonti di potere o energia. Tuttavia, i sostenitori della teoria sostengono che la presunta energia può essere correlata a campi magnetici, anche se nessuno di questi elementi è stato verificato scientificamente. Inoltre, Watkins non attribuì mai un significato soprannaturale a queste linee: egli credeva che si trattasse semplicemente di percorsi che erano stati utilizzati per scopi commerciali o cerimoniali di origine antichissima, forse risalenti al neolitico o comunque all'età pre-romana.